# ایستگاه متروی چوک فارم
ایستگاه متروی چوک فارم (انگلیسی: Chalk Farm tube station،  ‎/ˈtʃɔːk/‎) یکی از ایستگاه‌های خط شمالی متروی لندن است.
این ایستگاه که در منطقه کمدن لندن قرار دارد در سال ۱۹۰۷ میلادی تأسیس شده است.

## نگارخانه

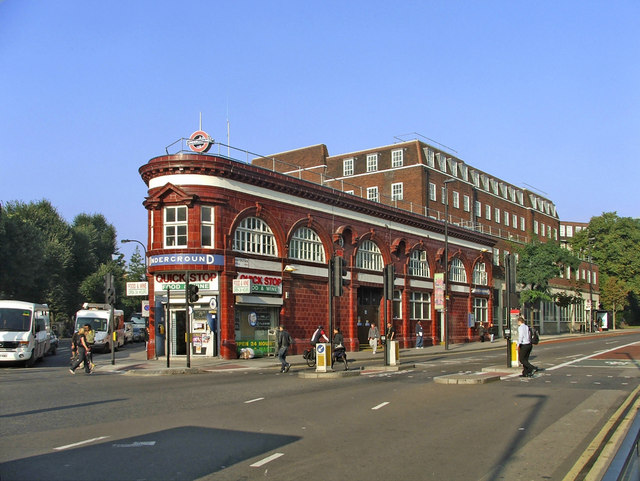
Haverstock Hill elevation
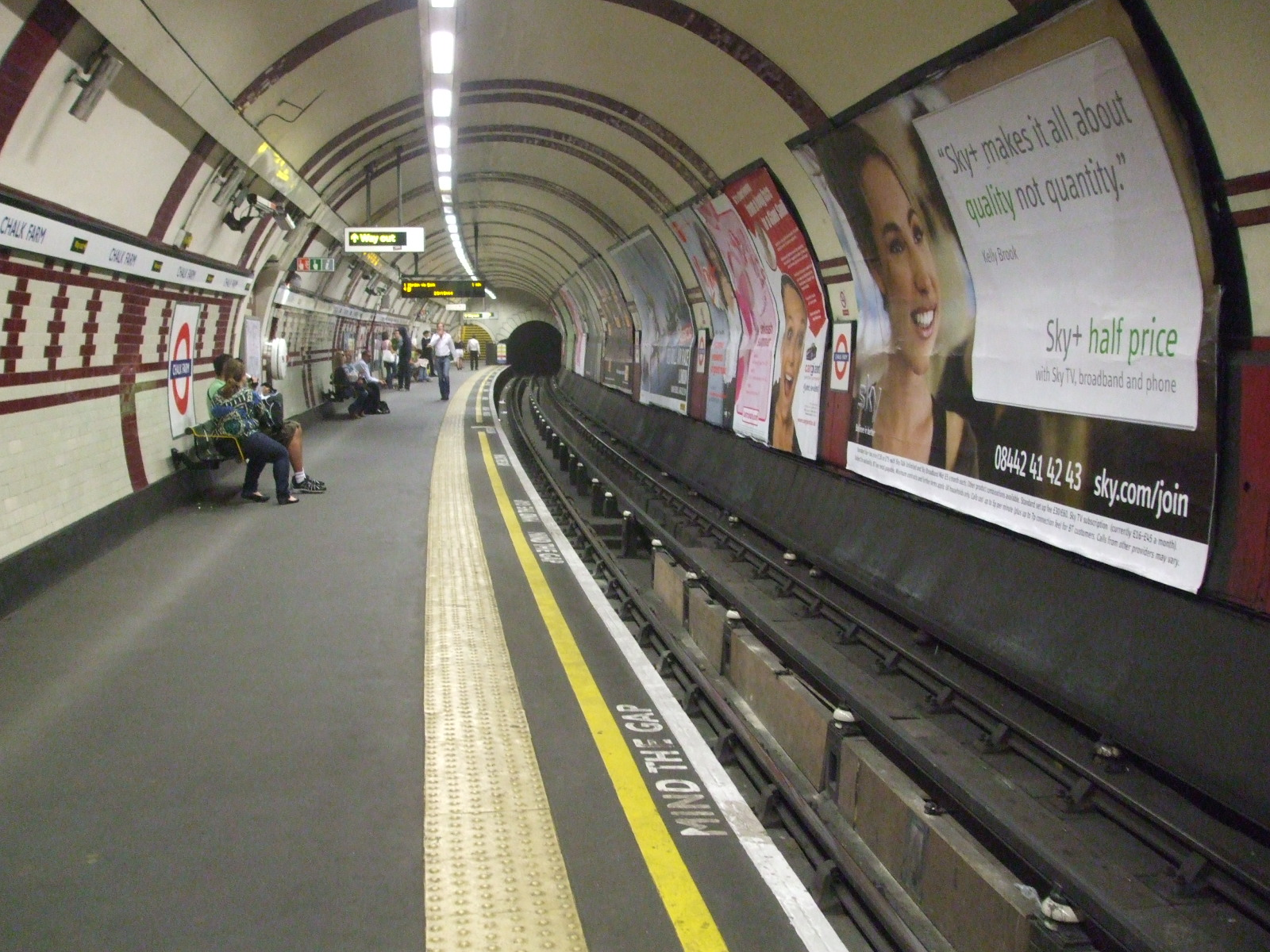
Southbound platform looking north
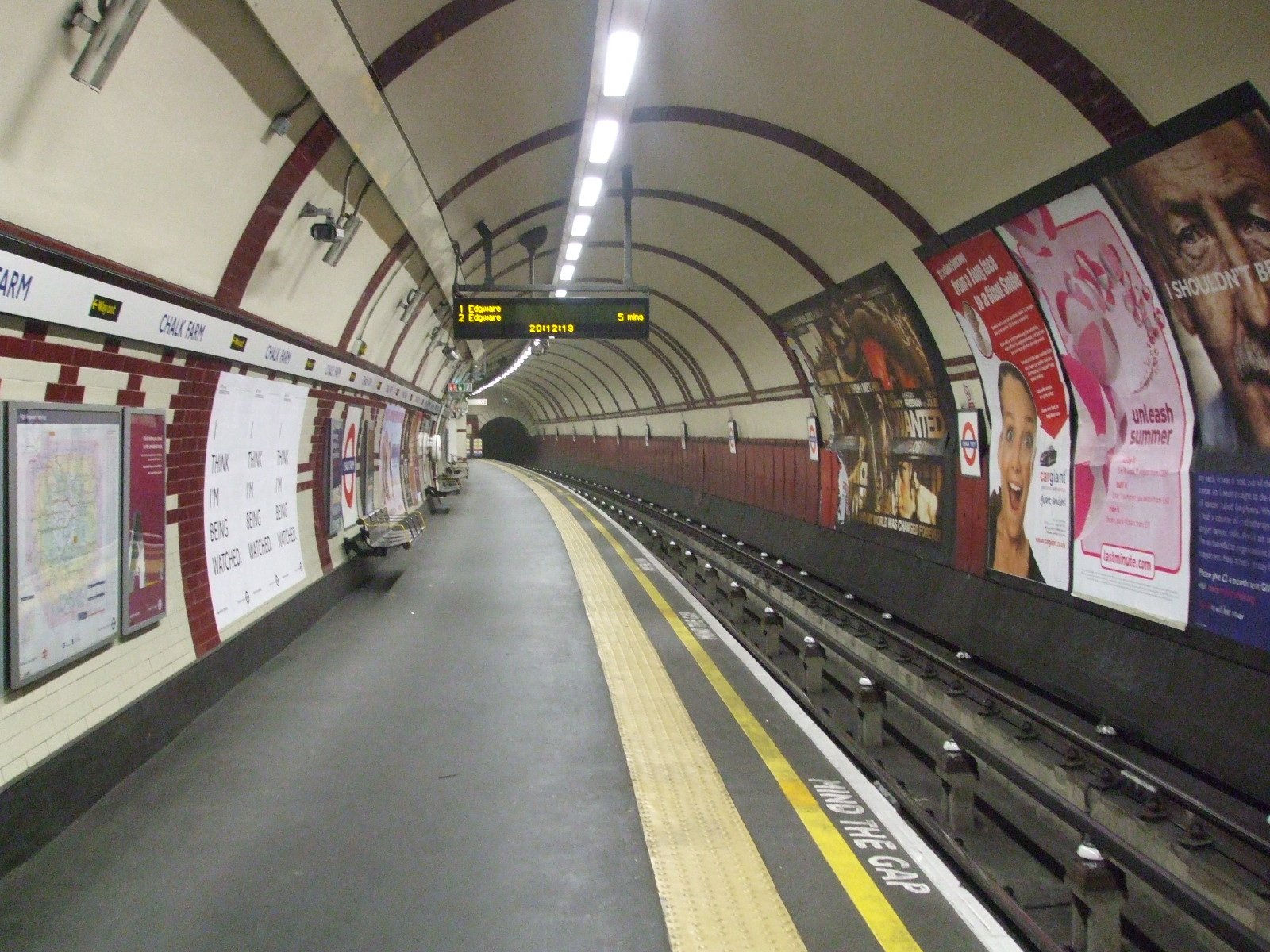
Northbound platform looking south
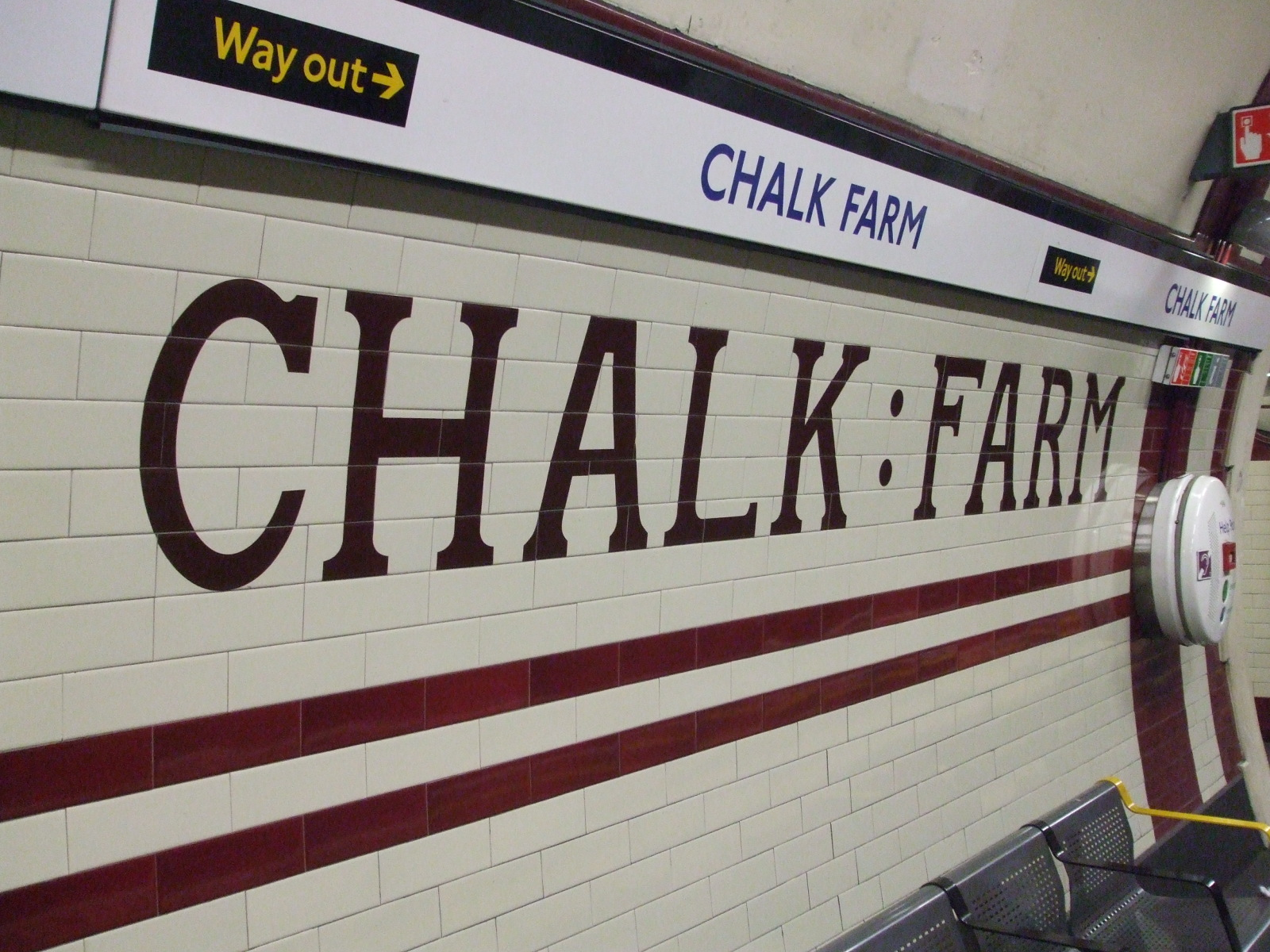
Tiling on northbound platform
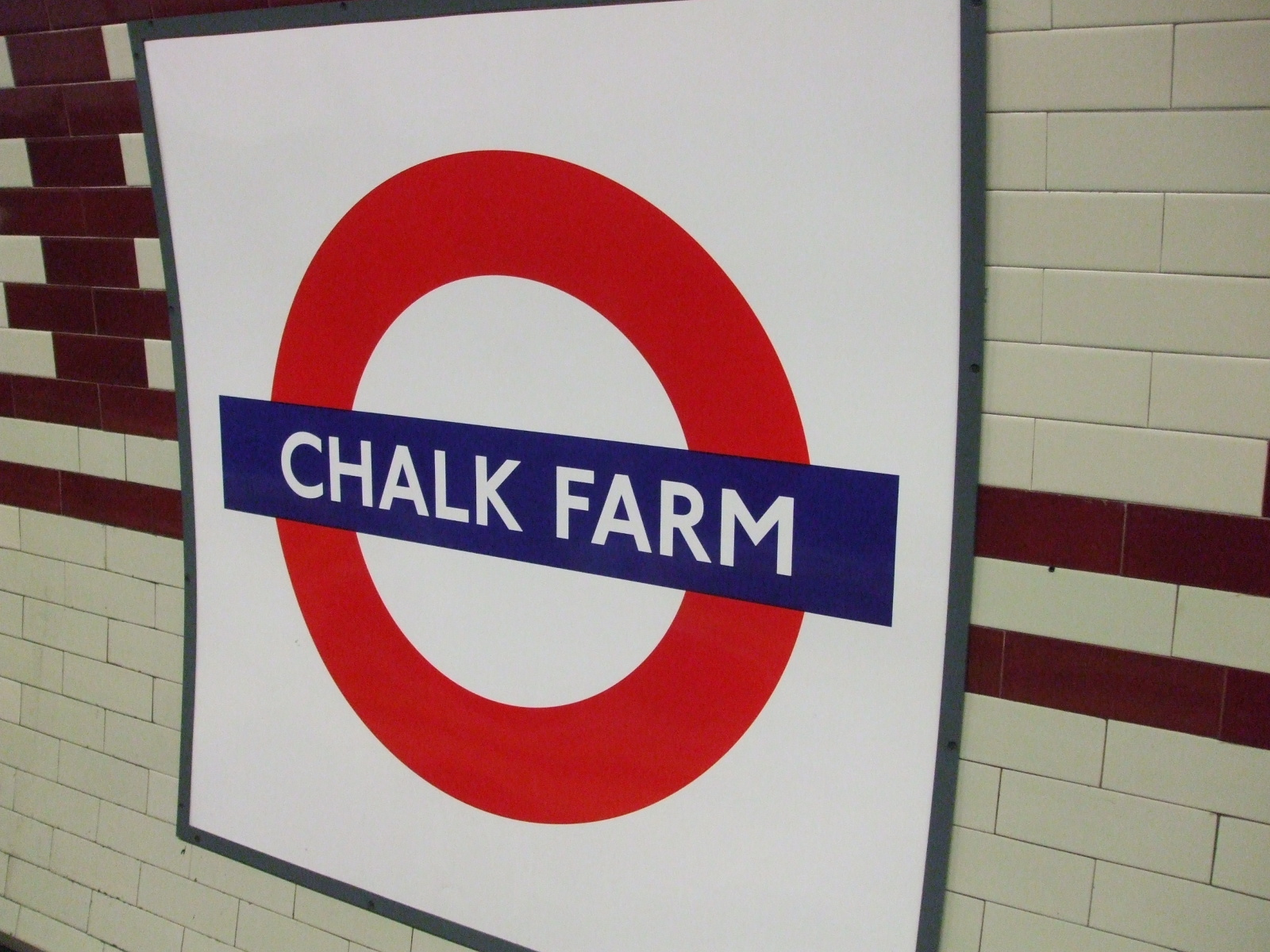
Roundel on northbound platform